# Alfred, fyrste af Windisch-Graetz
Alfred Candidus Ferdinand, fyrste af Windisch-Graetz (født 11. maj 1787 i Bruxelles, død 21. marts 1862 i Wien) var en østrigsk feltmarskal.
Windisch-Graetz opvoksede i en adelig familie i Steiermark og kom i den habsburgske hær i 1804. Han deltog i alle krige mod Napoleon.
Da Windisch-Graetz herefter som feltmarskal fik befalingen over alle (undtagen de i Italien stående) østrigske tropper, rykkede han i oktober 1848 mod det oprørske Wien og genvandt byen efter en kamp, hvor mere end 2000 døde og endnu flere blev såret. I december vendte han slaget mod de ungarske oprørere under ledelse af Lajos Kossuth. Men han havde ikke tilstrækkelig succes og han blev fjernet fra kommandoen i april samme år. Under den italienske krig i 1859 blev han sendt i diplomatisk mission til Berlin og blev samme år udnævnt til guvernør i forbundsfæstningen i Mainz.
1. ↑  Navnet er anført på engelsk og stammer fra Wikidata hvor navnet endnu ikke findes på dansk.